# I cirklarna runt
I cirklarna runt är en roman av den svenska författaren Cilla Naumann utgiven 2009.
Den handlar om den medelålders och frånskilda dramatikern Anna. Hon bor ensam i en lägenhet och skriver på en ny pjäs då hela hennes tillvaro vänds upp och ner när hennes hemmakvarter förvandlas till byggarbetsplats.

## Mottagande
Romanen fick ett överlag positivt mottagande. "Den kan läsas som en berättelse om hemlöshet och hemlängtan, eller om vad som händer en människa som förlorar fotfästet och tappar kontrollen över sin tillvaro och sina känslor. Eller som en historia om den lilla människans fruktlösa kamp mot en ansiktslös maktapparat. Allt detta ryms i romanen, och Naumanns lika känsliga som precisa prosa frammanar effektivt såväl demoleringen av kvarteret som Annas inre kris." skrev Eva Johansson i Dagens Nyheter, som dock hade invändningar mot att romanen präglades av lite för mycket symbolik och metaforer. Annina Rabe i Sydsvenska Dagbladet framhöll författarens styrka att ta avstamp i något till synes enkelt och fördjupa det och tyckte att det var Naumanns bästa roman hittills. "Här finns ett raseri och ett vemod som smälter samman till ett enda tvingande imperativ: uppbrottet som smärtsamt och påtvingat men alldeles nödvändigt. Ibland måste man rasera för att kunna skapa nytt."